# Zrenj
Zrenj (wł. Stridone (Sdregna)) – wieś w Chorwacji, w żupanii istryjskiej, w gminie Oprtalj. W 2011 roku liczyła 74 mieszkańców.